# Musteloidea
Musteloidea är en överfamilj inom ordningen rovdjur. Dessa däggdjur uppvisar samma sorts skalle och tänder. Gruppen har enligt en studie från 2005 en gemensam anfader med Pinnipedia som omfattar sälarna.
Musteloidea omfattar fyra idag förekommande familjer: Ailuridae som omfattar kattbjörnen; mårddjur (Mustelidae) som bland annat omfattar vesslor, uttrar, mårdar och grävlingar; halvbjörnar (Procyonidae) som bland annat omfattar tvättbjörnar, näsbjörnar, veckelbjörnar, olingobjörnar och cacomixtler; och skunkar (Mephitidae).